# MA-113

## Resumen
| MA-113                                          |
| Limita con:                                     |
| ----------------------------------------------- |
| La MA-24 o Autovía de Acceso a Málaga Este km.5 |
| Y con:                                          |
| La Avenida de Almería                           |
| Longitud:                                       |
| 1,39km.                                         |

## Información
La carretera provincial malagueña MA-113 también llamada la Ctra. de Olías es una carretera que mide 1'39 km. Esta une la autovía MA-24 o Autovía de Acceso a Málaga Este, la carretera A-7001 también llamada como la MA-113 y la N-340 o Ctra. de Almería. También une el Camino Viejo de Vélez y diversas calles.